# Chrysotus neoselandensis
Chrysotus neoselandensis är en tvåvingeart som beskrevs av Octave Parent 1933. Chrysotus neoselandensis ingår i släktet Chrysotus och familjen styltflugor. Inga underarter finns listade i Catalogue of Life.